# Zamioculcas
Zamioculcas és un gènere de plantes amb flors dins la família Araceae, que conté una sola espècie Zamioculcas zamiifolia. És una planta perenne tropical originària de l'est d'Àfrica, des de Kenya a Sud-àfrica. Els vivers holandesos van començar a propagar a escala comercial aquesta planta a partir de 1996.

## Etimologia
El nom botànic deriva de la similitud superficial de les fulles d'aquesta planta amb el gènere de les plantes cicadàcies Zamia. També se la coneix amb el nom trivial de planta ZZ.

## Història
Va ser descrita primer sota el nom de Caladium zamiifolium per Loddiges l'any 1829 (Bot. Cab. 15: t. 1408. 1829), desplaçat després al gènere Zamioculcas per Heinrich Wilhelm Schott (Syn. Aroid. 71. 1856) i qui li va donar el nom correcte de Zamioculcas zamiifolia va ser Adolf Engler (Das Pflanzenreich 4, 23B: 305. 1905.)

## Descripció

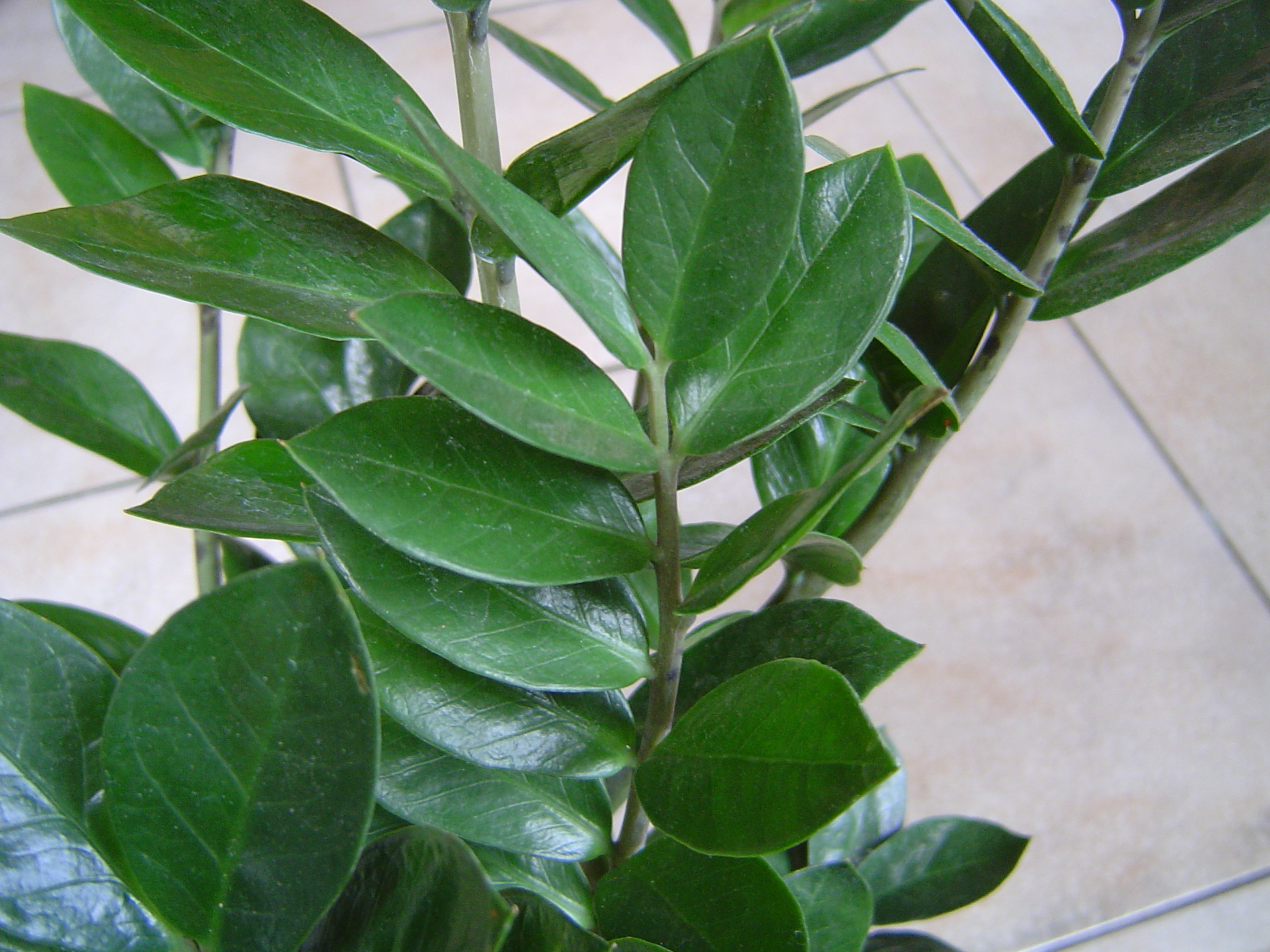
Folíols vistos de prop

És una planta herbàcia que fa de 45-60 cm d'alt, des d'un rizoma suculent. Normalment és una planta perennifòlia però esdevé caducifòlia durant una secada i sobreviu a aquesta gràcies al seu gran rizoma, que és similar a una patata, el qual emmagatzema aigua fins a la tornada de les pluges. Les fulles són pinnades de 40-60 cm de llargada, amb 6-8 parells de folíols de 7-15 cm de llarg els quals són llisos, brillants i de color verd fosc. Les flors es fan en un petit spadix, de 5-7 cm de llarg, brillant de color de groc a marró o de color bronze. La floració es fa de mitjan estiu a principi de tardor.

## Toxicitat
Totes les parts de la planta es creu que són verinoses si s'ingereixen.

## Cultiu

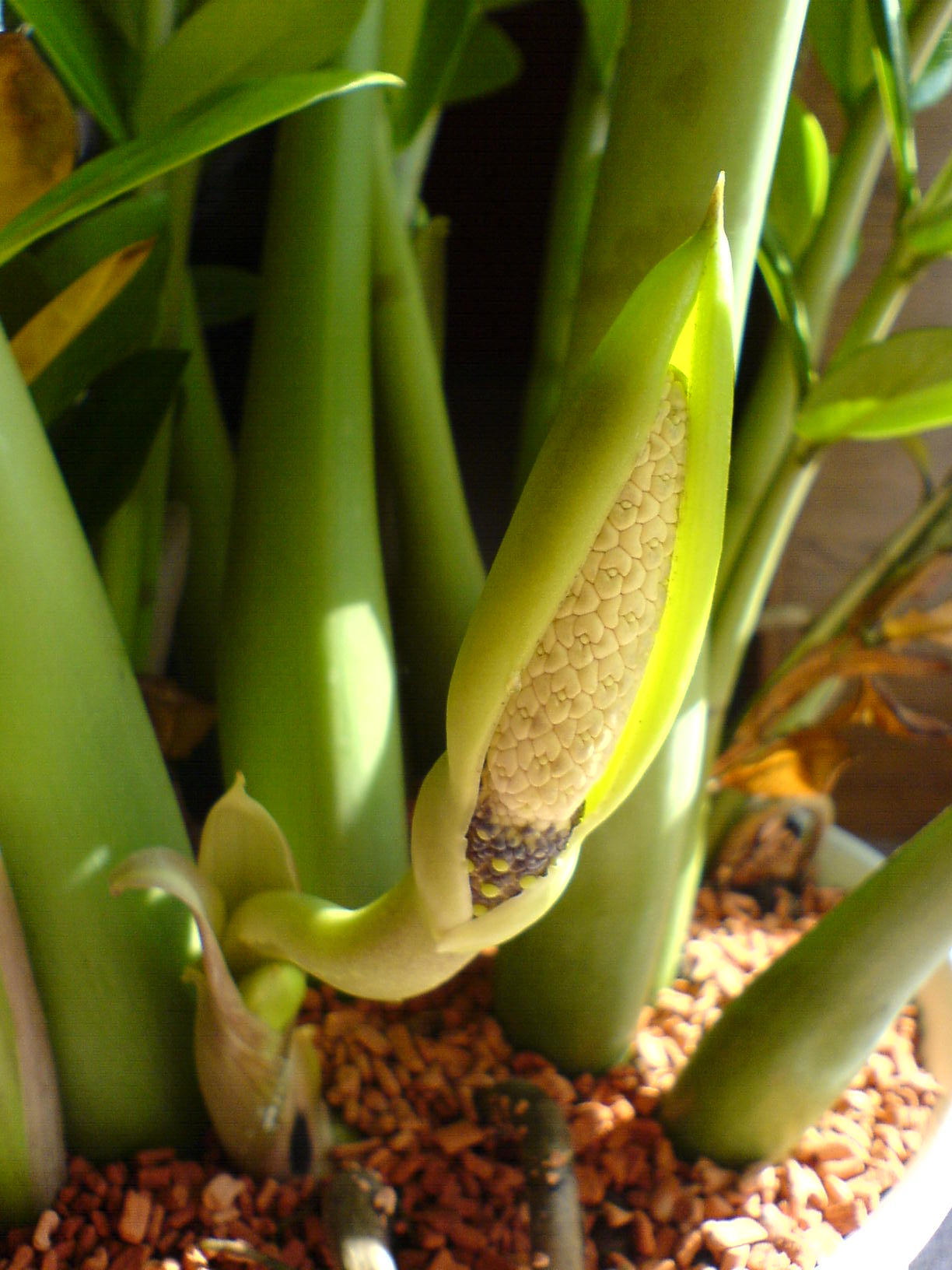
Flor de Zamioculcas zamiifolia

Zamioculcas és una planta ornamental sovint cultivada com planta d'interior especialment pel seu fullatge brillant. Es pot mantenir a l'exterior si la temperatura no baixa dels 15 °C. La temperatura òptima de creixement és de 18 °C a 26 °C. Si es rega massa es pot destruir aquesta planta. No s'han d'utilitzar abrillantadors de fulles. La llum intensa indirecta és la millor per aquesta planta però tolera una molt baixa lluminositat.
Z. zamiifolia es pot propagar per esqueix de fulla.